# Блэк, Закари
Закари «Зак» Блэк (англ. Zachary «Zack» Black; 1 августа 1990 года, Кистон, Колорадо, США) — американский сноубордист, выступающий в хафпайпе и слоупстайле.

## Награды
- Серебряный призёр зимней Универсиады в хафпайпе (2015).